# 踊共二
踊 共ニ（おどり ともじ、1960年 - ）は、日本の歴史学者。専門はヨーロッパ史。学位は、博士（文学）（早稲田大学・2002年）。武蔵大学リベラルアーツ＆サイエンス教育センター教授、武蔵大学副学長。福岡県出身。

## 経歴
- 1979年3月 - 東京都立八王子東高等学校 卒業
- 1983年3月 - 早稲田大学第一文学部史学科（西洋史専修） 卒業
- 1985年3月 - 早稲田大学大学院文学研究科修士課程 修了
- 1991年3月 - 早稲田大学大学院文学研究科博士課程 満期退学
- 1992年4月 - 武蔵大学 非常勤講師
- 1993年4月 - 早稲田大学 非常勤講師
- 1997年4月 - 武蔵大学 助教授
- 2003年4月 - 武蔵大学 教授

## 著書

### 単著
- 踊共二『改宗と亡命の社会史─近世スイスにおける国家・共同体・個人』、創文社、2003年、ISBN 978-4423460542
- 踊共二『図説 スイスの歴史』、河出書房新社、2011年、ISBN 978-4309761732
- 踊共二『非暴力主義の誕生─武器を捨てた宗教改革』、岩波書店、2025年、ISBN 978-4004320494

ほか、共著・編著多数。

## 所属学会
- 日本西洋史学会
- キリスト教史学会
- 日本宗教学会
- 日本ルター学会